# Norme d'idéal
En algèbre commutative, la norme d'un idéal est une généralisation de la notion de norme d'un élément dans une extension de corps. Il est particulièrement important en théorie des nombres puisqu'il mesure la taille d'un idéal d'un anneau d'entiers R  a priori compliqué en fonction d'un idéal dans un anneau plus simple. Lorsque l'anneau plus simple est Z, la norme d'un idéal non nul I de R est simplement le cardinal de l'anneau quotient fini R/I.

## Norme relative
Soit A un anneau de Dedekind, K son corps des fractions et B sa fermeture intégrale dans une extension finie séparable L de K. (Cela implique que B est aussi un anneau de Dedekind.) Soit {\displaystyle {\mathcal {I}}_{A}} et {\displaystyle {\mathcal {I}}_{B}} les groupes d'idéaux fractionnaires non nuls de A et B, respectivement. Suivant Jean-Pierre Serre, la norme relative est l'unique morphisme de groupes
{\displaystyle N_{B/A}\colon {\mathcal {I}}_{B}\to {\mathcal {I}}_{A}}
qui satisfait {\displaystyle N_{B/A}({\mathfrak {q}})={\mathfrak {p}}^{[B/{\mathfrak {q}}:A/{\mathfrak {p}}]}} pour tout idéal premier non nul {\displaystyle {\mathfrak {q}}} de B, où {\displaystyle {\mathfrak {p}}={\mathfrak {q}}\cap A} est l'idéal premier de A situé en dessous {\displaystyle {\mathfrak {q}}}.
De manière équivalente, pour tout {\displaystyle {\mathfrak {b}}\in {\mathcal {I}}_{B}} on peut définir de {\displaystyle N_{B/A}({\mathfrak {b}})} comme étant l'idéal fractionnaire de A engendré par l'ensemble {\displaystyle \{N_{L/K}(x)\mid x\in {\mathfrak {b}}\}} des normes d'éléments de B.
Pour {\displaystyle {\mathfrak {a}}\in {\mathcal {I}}_{A}}, on a {\displaystyle N_{B/A}({\mathfrak {a}}B)={\mathfrak {a}}^{n}}, où {\displaystyle n=[L:K]}.
La norme d'un idéal principal est donc compatible avec la norme d'un élément :
{\displaystyle N_{B/A}(xB)=N_{L/K}(x)A.}
Soit {\displaystyle L/K} une extension galoisienne de corps de nombres avec pour anneaux d'entiers {\displaystyle {\mathcal {O}}_{K}\subset {\mathcal {O}}_{L}}.
Alors ce qui précède s'applique avec {\displaystyle A={\mathcal {O}}_{K},B={\mathcal {O}}_{L}}, et pour tout {\displaystyle {\mathfrak {b}}\in {\mathcal {I}}_{{\mathcal {O}}_{L}}} on a
{\displaystyle N_{{\mathcal {O}}_{L}/{\mathcal {O}}_{K}}({\mathfrak {b}})=K\cap \prod _{\sigma \in \operatorname {Gal} (L/K)}\sigma ({\mathfrak {b}}),}
qui est un élément de {\displaystyle {\mathcal {I}}_{{\mathcal {O}}_{K}}}. La notation {\displaystyle N_{{\mathcal {O}}_{L}/{\mathcal {O}}_{K}}} est parfois abrégée en {\displaystyle N_{L/K}}.
Dans le cas {\displaystyle K=\mathbb {Q} }, {\displaystyle N_{L/\mathbb {Q} }} est à valeurs dans {\displaystyle \mathbb {Q} _{+}^{*}}, en identifiant tout idéal fractionnaire non nul de {\displaystyle \mathbb {Z} } à l'unique rationnel strictement positif qui l'engendre. Selon cette convention, la norme relative de {\displaystyle L} sur {\displaystyle K=\mathbb {Q} } coïncide avec la norme absolue définie ci-dessous.

## Norme absolue
Soit {\displaystyle L} un corps de nombres, {\displaystyle {\mathcal {O}}_{L}} l'anneau de ses entiers, et {\displaystyle {\mathfrak {a}}} un idéal non nul de {\displaystyle {\mathcal {O}}_{L}}.
La norme absolue de {\displaystyle {\mathfrak {a}}} est
{\displaystyle N({\mathfrak {a}}):=\left[{\mathcal {O}}_{L}:{\mathfrak {a}}\right]=\left|{\mathcal {O}}_{L}/{\mathfrak {a}}\right|.\,}
Par convention, la norme de l'idéal zéro est prise égale à zéro.
La norme absolue s'étend de manière unique en un morphisme de groupes
{\displaystyle N\colon {\mathcal {I}}_{{\mathcal {O}}_{L}}\to \mathbb {Q} _{+}^{*}}.
La norme d'un idéal {\displaystyle {\mathfrak {a}}} peut être utilisée pour majorer la norme du plus petit élément non nul qu'il contient :
La borne de Minkowski énonce qu'il existe toujours un {\displaystyle a\in {\mathfrak {a}}} non nul tel que
{\displaystyle \left|N_{L/\mathbb {Q} }(a)\right|\leq \left({\frac {2}{\pi }}\right)^{s}{\sqrt {\left|\Delta _{L}\right|}}N({\mathfrak {a}}),}
où
- {\displaystyle \Delta _{L}} est le discriminant de L et
- {\displaystyle s} est le nombre de paires de plongements complexes de L dans {\displaystyle \mathbb {C} }.